# Montsec (Meuse)
Montsec település Franciaországban, Meuse megyében. Lakosainak száma 76 fő (2022. január 1.). Montsec Xivray-et-Marvoisin, Buxières-sous-les-Côtes, Loupmont és Richecourt községekkel határos.

## Népesség
A település népességének változása:
| Lakosok száma | 89   | 65   | 60   | 73   | 84   | 81   | 85   | 81   | 79   | 76   |
|               | 1968 | 1982 | 1990 | 2006 | 2013 | 2015 | 2017 | 2019 | 2020 | 2022 |